# Upplands runinskrifter 72
Runinskrift U 72 är en av två runstenar: U 72 och U 73, som ursprungligen stått i Hansta i nordvästra Stockholm. Stenen står numera på Skansen.

## Stenen
Stenen hittades 1896 liggande på åkern inte långt från Hägerstalunds gård och flyttades samma år till friluftsmuseet Skansen, som då var under uppbyggnad. Man hade då inte observerat att U 72 och U 73 hörde ihop och tillsammans utgjorde ett parmonument. Båda stenarna är tillskrivna runristaren Visäte. Förutom att vara ett minnesmärke över två greklandsfarare är Hanstastenarna även ett juridiskt dokument som berättar hur bröderna Gärdar och Jorund kom i besittning av arvet efter Ärnmund och Ingemund. Båda stenarna är märkta med ett kors, vilket visar att de som lät rista dem var kristna och levde i mitten av 1000-talet, vid vikingatidens slut. Stenen är inte signerad, men grundat på ornamentiken, stavningen och runornas utformning tillskrivs den i Sveriges runinskrifter runristaren Visäte.

## Inskriften
Translitterering av runraden:
kiarþar + auk • ioruntr • lata • reisa • þisa • steina • eftir • systur • suni • sina • irnmunt : auk • ikiunt •
Normalisering till runsvenska:
Gærðarr ok Iorundr lata ræisa þessa stæina æftiR systursyni sina Ærnmund ok Ingimund.
Översättning till nusvenska:
Gärdar och Jorund låter resa dessa stenar till minne av sina systersöner Ärnmund och Ingemund.
Därefter fortsätter texten på U 73: "Dessa minnesmärken är gjorda till minne av Ingas söner. Hon kom till arv efter dem, men bröderna kom till arv efter henne, Gärdar och hans broder. De dog i Grekland."